# Гайе Эркан, Хафизе
Хафизе Гайе Эркан (тур. Hafize Gaye Erkan; род. 1979, Стамбул) — турецкий государственный деятель. Председатель Центрального банка Турции (2023—2024).

## Биография
Родилась в 1979 году в Стамбуле. Окончила Высшую школу Стамбула. Окончила Босфорский университет, отделение промышленной инженерии. Получила степень доктора в Принстонском университете по программе исследования операций и финансового инжиниринга.
Затем окончила Гарвардскую школу бизнеса по программе расширенного менеджмента.
С 2005 по 2014 год работала в Goldman Sachs. С 2011 года являлась управляющим директором Goldman Sachs, главой подразделения по аналитике и стратегии по работе с финансовыми институтами.
С 2014 по 2021 год работала в First Republic Bank. С июня по декабрь 2021 года являлась главным исполнительным директором данного банка.
Являлась членом совета директоров Tiffany & Co., членом правления брокерско-страховой компании Marsh McLennan.
С июня 2022 года являлась главой инвестиционной компании Greystone & Co.
Являлась директором правления Partnership for New York City.
Председатель Центрального банка Турции (9 июня 2023 — 2 февраля 2024).
Эркан стала первой женщиной, возглавившей Центральный банк Турции.
Эркан начала резко повышать учётную ставку для борьбы с высокой инфляцией. В ноябре 2023 года инфляция в Турции составила 62 %. С конца июня 2023 года ставка была повышена 8 раз. В конце января 2024 года ставка была установлена на уровне 45 %.
Подала в отставку 2 февраля 2024 года из-за кампании по нанесению ущерба её репутации.

### Личная жизнь
Замужем, имеет сына, которому на момент отставки с поста председателя центробанка было 1,5 года.